# Chitasida
Chitasida är ett släkte av fjärilar. Chitasida ingår i familjen nattflyn.
Kladogram enligt Catalogue of Life:
| Chitasida | \| \| Chitasida albescens \| \| \| \| \| \| Chitasida diplogramma \| \| \| \| \| \| Chitasida duplicata \| \| \| \| |
|           | \| \| Chitasida albescens \| \| \| \| \| \| Chitasida diplogramma \| \| \| \| \| \| Chitasida duplicata \| \| \| \| |
|           | Chitasida albescens                                                                                                 |
|           | |
|           | Chitasida diplogramma                                                                                               |
|           | |
|           | Chitasida duplicata                                                                                                 |
|           | |